# Saison 1970-1971 de la LAH
Saison précédente Saison suivante
La saison 1970-1971 de la Ligue américaine de hockey est la 35e saison de la ligue au cours de laquelle huit équipes jouent chacune 72 matchs en saison régulière. Les Kings de Springfield remportent la coupe Calder.

## Changement de franchise
- Les Bisons de Buffalo cessent leurs activités en raison de l'expansion de la LNH de 1970 qui accorde une franchise à Buffalo : les Sabres.

## Saison régulière

### Classement
| Clt   | Équipe                | PJ | V  | D  | N  | BP  | BC  | Pts |
| ----- | --------------------- | -- | -- | -- | -- | --- | --- | --- |
| +001, | Reds de Providence    | 72 | 28 | 31 | 13 | 257 | 270 | 69  |
| +002, | Voyageurs de Montréal | 72 | 27 | 31 | 14 | 215 | 239 | 68  |
| +003, | Kings de Springfield  | 72 | 29 | 35 | 8  | 244 | 281 | 66  |
| +004, | As de Québec          | 72 | 25 | 31 | 16 | 211 | 240 | 66  |

| Clt   | Équipe                 | PJ | V  | D  | N  | BP  | BC  | Pts |
| ----- | ---------------------- | -- | -- | -- | -- | --- | --- | --- |
| +001, | Clippers de Baltimore  | 72 | 40 | 23 | 9  | 263 | 224 | 89  |
| +002, | Barons de Cleveland    | 72 | 39 | 26 | 7  | 272 | 208 | 85  |
| +003, | Bears de Hershey       | 72 | 31 | 31 | 10 | 238 | 212 | 72  |
| +004, | Americans de Rochester | 72 | 25 | 36 | 11 | 222 | 248 | 61  |

- En gras : qualifiés pour les séries

### Meilleurs pointeurs
| Joueur        | Équipe                 | PJ | B  | A  | Pts | Pun |
| ------------- | ---------------------- | -- | -- | -- | --- | --- |
| Fred Speck    | Clippers de Baltimore  | 72 | 31 | 61 | 92  | 40  |
| Marc Dufour   | Clippers de Baltimore  | 69 | 31 | 51 | 82  | 15  |
| Norm Beaudin  | Barons de Cleveland    | 59 | 27 | 48 | 75  | 39  |
| Wayne Rivers  | Clippers de Baltimore  | 65 | 38 | 37 | 75  | 66  |
| Joey Johnston | Barons de Cleveland    | 72 | 27 | 47 | 74  | 142 |
| Joe Szura     | Reds de Providence     | 70 | 21 | 53 | 74  | 39  |
| Bob Leiter    | Bears de Hershey       | 72 | 33 | 36 | 69  | 26  |
| Don Blackburn | Americans de Rochester | 62 | 25 | 44 | 69  | 22  |
| Doug Volmar   | Kings de Springfield   | 69 | 42 | 26 | 68  | 52  |

## Séries éliminatoires
Les trois premiers de chaque division sont qualifiés. Les matchs des séries sont organisés ainsi :
- La série entre les deux premières équipes de chaque division se joue au meilleur des sept matchs. Le vainqueur est qualifié directement pour la finale qui se joue également au meilleur des sept matchs.
- Le deuxième et le troisième de chaque division s'affrontent au meilleur des 5 matchs. Les vainqueurs se rencontrent ensuite également au meilleur des 5 matchs. Le gagnant dispute la finale[4].

### Barrage
Les Kings de Springfield et les As de Québec terminant la saison avec le même nombre de points, il est organisé un match de barrage pour déterminer l'équipe se classant troisième de la division Est. Les Kings battent les As 4-3 après prolongation et se qualifient pour les séries.

### Tableau
|  | Premier tour | Premier tour | Premier tour   | Premier tour |             |             | Deuxième tour | Deuxième tour | Deuxième tour | Deuxième tour |  |  | Finale | Finale | Finale | Finale |
|  |              |              |                |              |             |             |               |               |               |               |  |  |        |        |        |        |
|  |              |              |                |              |             |             |               |               |               |               |  |  |        |        |        |        |
|  |              |              |                |              |             |             |               |               |               |               |  |  |        |        |        |        |
|  | Providence   | Providence   | 4              | 4            |             |             |               |               |               |               |  |  |        |        |        |        |
|  | Providence   | Providence   | 4              | 4            |             |             |               |               |               |               |  |  |        |        |        |        |
|  | Baltimore    | Baltimore    | 2              | 2            |             |             |               |               |               |               |  |  |        |        |        |        |
|  | Baltimore    | Baltimore    | 2              | 2            | Providence  |             |               |               |               |               |  |  |        |        |        |        |
|  |              |              |                |              |             |             |               |               |               |               |  |  |        |        |        |        |
|  |              |              | Laissez-passer |              |             |             |               |               |               |               |  |  |        |        |        |        |
|  |              |              |                |              |             |             |               |               |               |               |  |  |        |        |        |        |
|  |              |              |                |              |             |             |               |               |               |               |  |  |        |        |        |        |
|  |              |              |                |              |             |             |               |               |               |               |  |  |        |        |        |        |
|  | Providence   | Providence   | 0              | 0            |             |             |               |               |               |               |  |  |        |        |        |        |
|  | Providence   | Providence   | 0              | 0            |             |             |               |               |               |               |  |  |        |        |        |        |
|  |              |              | Springfield    | Springfield  | 4           | 4           |               |               |               |               |  |  |        |        |        |        |
|  | Montréal     | Montréal     | Springfield    | Springfield  | 4           | 4           | 0             | 0             |               |               |  |  |        |        |        |        |
|  | Montréal     | Montréal     |                |              |             |             |               |               |               |               |  |  |        |        |        |        |
|  | Springfield  | Springfield  | 3              | 3            |             |             |               |               |               |               |  |  |        |        |        |        |
|  | Springfield  | Springfield  | 3              | 3            | Springfield | Springfield | 3             | 3             |               |               |  |  |        |        |        |        |
|  |              |              |                |              | Springfield | Springfield | 3             | 3             |               |               |  |  |        |        |        |        |
|  |              |              | Cleveland      | Cleveland    | 1           | 1           |               |               |               |               |  |  |        |        |        |        |
|  | Cleveland    | Cleveland    | Cleveland      | Cleveland    | 1           | 1           | 3             | 3             |               |               |  |  |        |        |        |        |
|  | Cleveland    | Cleveland    |                |              |             |             |               | 3             |               |               |  |  |        |        |        |        |
|  | Hershey      | Hershey      | 1              | 1            |             |             |               |               |               |               |  |  |        |        |        |        |
|  | Hershey      | Hershey      | 1              | 1            |             |             |               |               |               |               |  |  |        |        |        |        |
|  |              |              |                |              |             |             |               |               |               |               |  |  |        |        |        |        |

## Trophées

### Trophées collectifs
| Coupe Calder : Vainqueurs des séries                       | Kings de Springfield  |
| Trophée F.-G.-« Teddy »-Oke : Champions de la division Est | Reds de Providence    |
| Trophée John-D.-Chick : Champions de la division Ouest     | Clippers de Baltimore |

### Récompenses individuelles
| Trophée Les-Cunningham : Meilleur joueur de la saison                                 | Fred Speck (Clippers de Baltimore)      |
| Trophée John-B.-Sollenberger : Meilleur pointeur                                      | Fred Speck (Clippers de Baltimore)      |
| Trophée Dudley-« Red »-Garrett : Meilleure recrue                                     | Fred Speck (Clippers de Baltimore)      |
| Trophée Eddie-Shore : Meilleur défenseur de la saison                                 | Marshall Johnston (Barons de Cleveland) |
| Trophée Harry-« Hap »-Holmes : Gardien ayant la plus petite moyenne de buts encaissés | Gary Kurt (Barons de Cleveland)         |
| Trophée Louis-A.-R.-Pieri : Meilleur entraîneur de la saison                          | Terry Reardon (Clippers de Baltimore)   |